# Chung kết Cúp FA 2024
Trận chung kết Cúp FA 2024 là trận đấu bóng đá cuối cùng của Cúp FA mùa giải 2023–24 và là trận chung kết thứ 143 của Cúp FA. Trận đấu này được tổ chức tại sân vận động Wembley ở Luân Đôn vào ngày 25 tháng 5 năm 2024, giữa đương kim vô địch Manchester City và đối thủ cùng thành phố Manchester United; đây là lần thứ hai diễn ra một trận derby Manchester tại chung kết Cúp FA. Trận đấu kết thúc với tỷ số 2–1 nghiêng về Manchester United, lặp lại tỷ số của trận chung kết mùa giải trước đó.
Với chiến thắng này, Manchester United đã giành chức vô địch Cúp FA lần thứ 13 trong lịch sử của họ, qua đó đủ điều kiện tham dự UEFA Europa League mùa giải 2024–25. Đội cũng giành quyền tham dự trận Siêu cúp Anh 2024, nơi họ sẽ đối đầu với chính Manchester City với tư cách là nhà vô địch của giải Ngoại hạng Anh. Cùng với việc đội nữ của Manchester United cũng đã nâng cao chức vô địch trong trận chung kết Cúp FA dành cho nữ, Manchester United trở thành câu lạc bộ thứ năm – và là câu lạc bộ đầu tiên sau Manchester City năm 2019 – giành được Cúp FA của cả nam và nữ trong cùng một mùa giải.

## Đường đến trận chung kết

### Manchester City
| Vòng                                                          | Đối thủ               | Kết quả |
| ------------------------------------------------------------- | --------------------- | ------- |
| 3                                                             | Huddersfield Town (N) | 5–0     |
| 4                                                             | Tottenham Hotspur (K) | 1–0     |
| 5                                                             | Luton Town (K)        | 6–2     |
| TK                                                            | Newcastle United (N)  | 2–0     |
| BK                                                            | Chelsea (N)           | 1–0     |
| Từ khóa: (N) = Sân nhà; (K) = Sân khách; (TL) = Sân trung lập |                       |         |

Manchester City tham gia giải đấu từ vòng ba, với tư cách là một đội bóng ở Giải bóng đá Ngoại hạng Anh. Họ khởi đầu bằng chiến thắng 5–0 trên sân nhà trước Huddersfield Town tại sân vận động Etihad với hai bàn thắng của Phil Foden, một bàn của Julián Álvarez, một pha phản lưới nhà của Ben Jackson và một bàn nữa của Jérémy Doku. Sau đó, họ đánh bại Tottenham Hotspur trên sân khách ở vòng bốn với chiến thắng 1–0, nhờ pha lập công duy nhất do Nathan Aké thực hiện. Ở vòng năm, họ vượt qua Luton Town với tỷ số 6–2 trên sân Kenilworth Road, với năm bàn thắng của Erling Haaland và một bàn của Mateo Kovačić, còn hai bàn thắng cho Luton được ghi bởi Jordan Clark.
Tại vòng tứ kết, Manchester City đã tiếp đón Newcastle United tại sân vận động Etihad và giành chiến thắng 2–0, qua đó giành vé vào bán kết với hai bàn thắng của Bernardo Silva. Trong trận bán kết diễn ra tại sân trung lập Wembley, Manchester City đã đánh bại Chelsea với tỷ số 1–0 để tiến vào trận chung kết Cúp FA lần thứ hai liên tiếp, với bàn thắng duy nhất của Silva. Đây là lần thứ ba Manchester City tham dự trận chung kết Cúp FA trong hai mùa giải liên tiếp, hai lần trước đó diễn ra vào các năm 1933 và 1934 cũng như 1955 và 1956.

### Manchester United
| Vòng                                                          | Đối thủ               | Kết quả              |
| ------------------------------------------------------------- | --------------------- | -------------------- |
| 3                                                             | Wigan Athletic (K)    | 2–0                  |
| 4                                                             | Newport County (K)    | 4–2                  |
| 5                                                             | Nottingham Forest (K) | 1–0                  |
| TK                                                            | Liverpool (N)         | 4–3 (s.h.p.)         |
| BK                                                            | Coventry City (TL)    | 3–3 (s.h.p.) (4–2 p) |
| Từ khóa: (N) = Sân nhà; (K) = Sân khách; (TL) = Sân trung lập |                       |                      |

Là đại diện tại Giải bóng đá Ngoại hạng Anh, Manchester United tham dự giải đấu từ vòng ba. Họ bắt đầu chiến dịch của mình bằng chiến thắng 2–0 trên sân khách trước Wigan Athletic với bàn thắng đến từ Diogo Dalot và một quả phạt đền thành công của Bruno Fernandes. Sau đó, họ giành được chiến thắng 4–2 trên sân khách trước Newport County tại Rodney Parade với các bàn thắng đến từ Fernandes, Kobbie Mainoo, Antony và Rasmus Højlund, còn các bàn thắng của Newport được ghi bởi Bryn Morris và Will Evans. Ở vòng năm, Manchester United hành quân đến City Ground và đánh bại Nottingham Forest với tỷ số 1–0, với bàn thắng duy nhất do công của Casemiro.
Trong trận tứ kết, Manchester United đã đánh bại kình địch Liverpool với tỷ số 4–3 sau hiệp phụ tại sân nhà Old Trafford. Các bàn thắng cho Manchester United được ghi bởi Scott McTominay, Antony, Marcus Rashford và Amad Diallo; còn Alexis Mac Allister, Mohamed Salah và Harvey Elliott là những cầu thủ ghi bàn cho Liverpool. Kết quả này đã chấm dứt hy vọng của Liverpool trong việc giành bốn chức vô địch trong mùa giải cuối cùng dưới sự dẫn dắt của huấn luyện viên Jürgen Klopp.
Trong trận bán kết được tổ chức tại Wembley, Manchester United đối đầu với Coventry City, đội bóng cuối cúng không thi đấu ở hạng đấu cao nhất còn hiện diện trong giải đấu. Scott McTominay, Harry Maguire và Bruno Fernandes đã giúp Man United dẫn trước 3–0 một cách dễ dàng, nhưng sau đó họ bất ngờ chùng xuống và để cho Ellis Simms, Callum O'Hare và Haji Wright có cơ hội lập công, cân bằng tỷ số 3–3 ở những phút bù giờ và qua đó kéo trận đấu vào hiệp phụ. Vào phút cuối cùng của hiệp phụ thứ hai, Victor Torp tưởng như đã hoàn tất màn lội ngược dòng thần kỳ cho Coventry để đặt chân vào trận chung kết, nhưng phán quyết của tổ VAR đã từ chối bàn thắng này của anh trong một khoảnh khắc gây tranh cãi. Cuối cùng, Manchester United đã giành chiến thắng 4–2 trong loạt sút luân lưu với cú đá quyết định của Højlund, tạo nên trận chung kết derby Manchester trong mùa giải thứ hai liên tiếp. Đây là lần thứ sáu Manchester United tham dự hai trận chung kết Cúp FA liên tiếp và là lần đầu tiên kể từ giai đoạn 2004–2005.

## Trận đấu

### Chi tiết
| Manchester City | 1–2      | Manchester United           |
| --------------- | -------- | --------------------------- |
| - Doku 87'      | Chi tiết | - Garnacho 30' - Mainoo 39' |

| Manchester City | Manchester United |

| GK               | 18 | Stefan Ortega   |       |     |
| RB               | 2  | Kyle Walker (c) |       |     |
| CB               | 5  | John Stones     |       |     |
| CB               | 6  | Nathan Aké      |       | 46' |
| LB               | 24 | Joško Gvardiol  |       |     |
| CM               | 16 | Rodri           |       |     |
| CM               | 8  | Mateo Kovačić   |       | 46' |
| RW               | 20 | Bernardo Silva  |       |     |
| AM               | 17 | Kevin De Bruyne |       | 56' |
| LW               | 47 | Phil Foden      |       |     |
| CF               | 9  | Erling Haaland  |       |     |
| Thay người:      |    |                 |       |     |
| GK               | 33 | Scott Carson    |       |     |
| DF               | 3  | Rúben Dias      |       |     |
| DF               | 25 | Manuel Akanji   |       | 46' |
| DF               | 82 | Rico Lewis      |       |     |
| MF               | 10 | Jack Grealish   |       |     |
| MF               | 11 | Jérémy Doku     |       | 46' |
| MF               | 27 | Matheus Nunes   |       |     |
| MF               | 52 | Oscar Bobb      |       |     |
| FW               | 19 | Julián Álvarez  | 90+7' | 56' |
| Huấn luyện viên: |    |                 |       |     |
| Pep Guardiola    |    |                 |       |     |

| GK               | 24 | André Onana         |       |       |
| RB               | 29 | Aaron Wan-Bissaka   |       |       |
| CB               | 19 | Raphaël Varane      |       |       |
| CB               | 6  | Lisandro Martínez   |       | 73'   |
| LB               | 20 | Diogo Dalot         |       |       |
| DM               | 37 | Kobbie Mainoo       | 45'   |       |
| DM               | 4  | Sofyan Amrabat      |       |       |
| RW               | 17 | Alejandro Garnacho  |       | 90+3' |
| LW               | 10 | Marcus Rashford     |       | 74'   |
| CF               | 8  | Bruno Fernandes (c) |       |       |
| CF               | 39 | Scott McTominay     | 90+5' | 90+3' |
| Thay người:      |    |                     |       |       |
| GK               | 1  | Altay Bayındır      |       |       |
| DF               | 2  | Victor Lindelöf     |       | 90+3' |
| DF               | 35 | Jonny Evans         |       | 73'   |
| DF               | 53 | Willy Kambwala      |       |       |
| MF               | 7  | Mason Mount         |       | 90+3' |
| MF               | 14 | Christian Eriksen   |       |       |
| MF               | 16 | Amad Diallo         |       |       |
| FW               | 11 | Rasmus Højlund      |       | 74'   |
| FW               | 21 | Antony              |       |       |
| Huấn luyện viên: |    |                     |       |       |
| Erik ten Hag     |    |                     |       |       |

| Cầu thủ xuất sắc nhất trận đấu Kobbie Mainoo (Manchester United) Trợ lý trọng tài: Harry Lennard (Sussex) Nick Hopton (Derbyshire) Trọng tài thứ tư: Simon Hooper (Wiltshire) Trợ lý trọng tài dự bị: Tim Wood (Gloucestershire) Trợ lý trọng tài video: Michael Oliver (Durham) Trợ lý tổ trợ lý trọng tài video: Stuart Burt (Northamptonshire) Hỗ trợ trợ lý trọng tài video: Peter Bankes (Liverpool) | Quy định trận đấu - 90 phút - 30 phút hai hiệp phụ nếu cần thiết - Loạt sút luân lưu nếu vẫn có tỷ số hòa - Tối đa 9 cầu thủ dự bị - Được phép thay tối đa năm cầu thủ, và được thay thêm một cầu thủ nữa trong hiệp phụ |